# Steček
Steček (bosansko stećak, v množini stećci, v cirilici стећак, v množini стећци), je bogumilski kamniti nagrobni spomenikI v Bosni in Hercegovini, ter na mejah Hrvaške, Črne Gore in Srbije na področju tedanje bivše bosanske banovine. V Bosni in Hercegovini so jih našli okrog 60 000, 10 000 pa so jih našli na Hrvaškem (4400), v Črni Gori (3500) in v Srbiji (2100). Več kot 90 % jih je v slabem stanju. 
Stečki so srednjeveški kamniti nagrobni spomeniki, ki so nastajali med prvo polovico 12. stoletja, dosegli svoj vrhunec v 14. in 15. stoletju ter se postopno nehali proizvajati v 16. stoletju, ko so Turki okupirali Bosno in Hercegovino. Najbolj razširjeni so bili prav v Bosni in Hercegovini, kjer jih je ohranjenih več kot petdeset tisoč, pa tudi na obmejnih področjih jugovzhodne Hrvaške, severozahodne Črne gore in jugozahodne Srbije. Imajo obliko sarkofaga, hiše, plošče, križa ali krste. Na nekaterih so vklesana imena pokojnikov z napisi. Najzanimivejši so okrašeni z dekorativno plastiko v obliki človeških postav, živali, ptic, motivov z lova, vitеških turnirjev, orožja in narodnih plesov, pa tudi z grbi ter različnimi ornamenti in simboličnimi motivi kot so krožnica, križ, zvezdni mnogokotnik in svastika. Napisi pisani v bosanščini omenjajo imena kamnosekov imenovanih tudi »kovači« in »dijakov«, ki so bili verjetno avtorji napisov. Najbolj znani grobišči z bogumilskimi nagrobniki v Bosni sta v kraju Radimlja in Olovo, najlepši nagrobnik pa so našli v Donji Zgošći. Večje grobišče z več kot 1.000 stečki je tudi pri naselju Cetina v Dalmaciji. 
Organizacija Združenih narodov za izobraževanje, znanost in kulturo je leta 2016 vpisala izbor približno 4000 stečkov na 26 lokacijah v Bosni in Hercegovini, Črni gori, Srbiji ter na Hrvaškem v seznam svetovne kulturne dediščine.